# Escudeiros (España)
Escudeiros (llamada oficialmente San Xoán de Escudeiros) es una parroquia y un lugar del municipio español de Ramiranes, en la provincia de Orense, Galicia.

## Toponimia
La parroquia también es conocida por el nombre de San Juan de Escudeiros.

## Historia
Hasta la década de 1920, la parroquia perteneció al municipio de Freás de Eiras, que luego se fusionó con el de Villameá de Ramiranes para formar el de Ramiranes.

## Organización territorial
La parroquia está formada por una entidad de población:
- Escudeiros

## Demografía
Gráfica demográfica del lugar y parroquia de Escudeiros según el INE español:
| Gráfica de evolución demográfica de Escudeiros entre 2000 y 2023 |
|                                                                  |
| Datos según el nomenclátor publicado por el INE.                 |